# Международный исследовательский центр российского и восточноевропейского еврейства
Международный исследовательский центр российского и восточноевропейского еврейства — исследовательский центр, созданный в Москве в 2003 г. по инициативе Л. Б. Невзлина.
Академическим директором центра является О. В. Будницкий.
Центр на основе международного конкурсного отбора предоставляет гранты для специалистов, занятых в преподавании и исследовательской работе по тематике истории и культуре российского и восточноевропейского еврейства, проводит международные конференции и семинары, а также научные чтения и лекции для широкого круга заинтересованных лиц, способствует публикации научных изданий, приобретению и хранению книг, журналов, касающихся жизни и деятельности евреев в России и Восточной Европе, участвует в поиске, сборе и исследованиях архивных материалов, организует методическую работу по составлению образовательных программ для внедрения полученных знаний в образовательный процесс учебных заведений по всему миру.
Центр издает сборник «Архив еврейской истории».